# Donna Gilmore
Donna Gilmore, född 20 augusti 1929, är en friidrottare från Kanada. Hon deltog vid olympiska sommarspelen 1948.